# Caixa de fusió intersomàtica

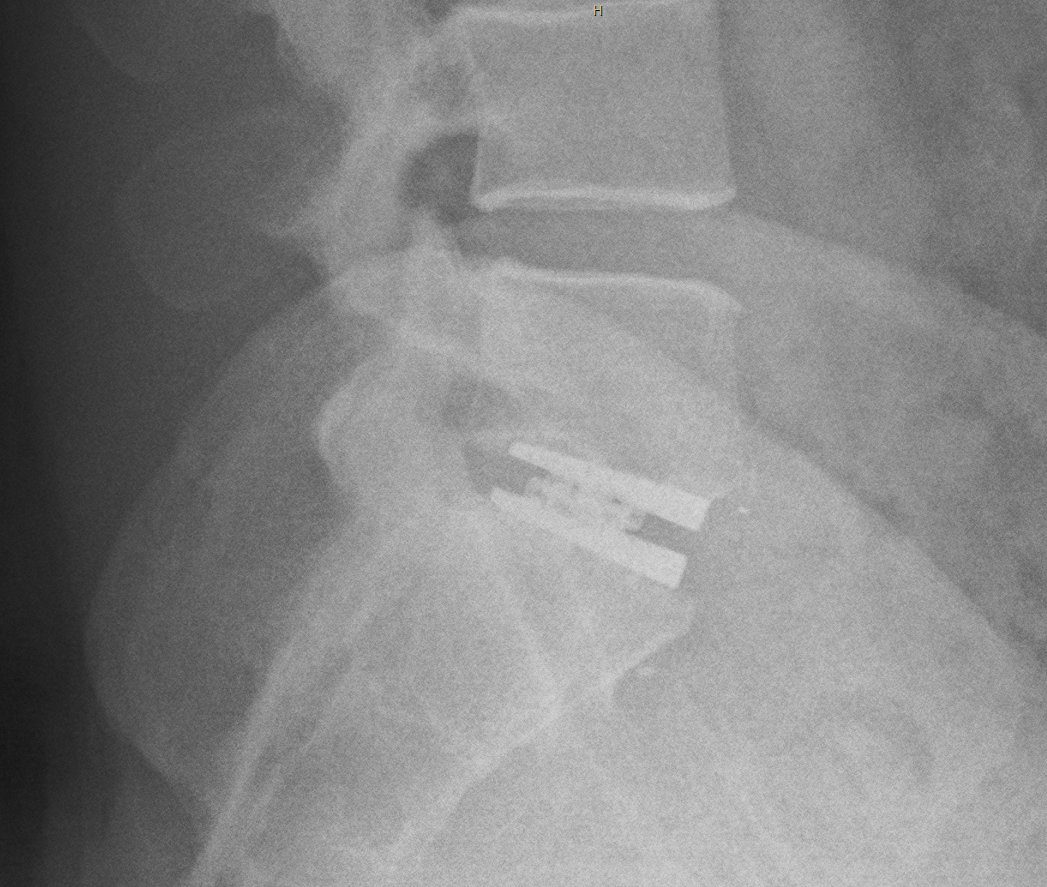
Caixa intersomàtica a L5S1, radiografia lateral.

Una caixa de fusió intersomàtica (o, senzillament, caixa intersomàtica) és un implant que s'utilitza en procediments de fusió vertebral per mantenir l'alçada foraminal i la descompressió. Són aparells de forma cilíndrica o quadrada, i normalment roscats. Hi ha diverses varietats: moltes fetes de titani i, alguna altra, de fibra de carboni; i una amb un tac d'os cortical que es talla d'un fèmur (un al·loempelt). Les caixes es poden empaquetar amb material ossi autòleg (autoempelt) per tal de promoure l'artròdesi.
Aquests implants s'insereixen quan s'obre l'espai entre els discos espinals durant la intervenció, de manera que l'implant, es pot fixar amb un caragol. Els implants sense rosca tenen dents al llarg de les dues superfícies que s'aferren als cossos vertebrals.
Un cop col·locades, les caixes resisteixen la flexió i l'extensió de la columna vertebral, i les forces axials (de dalt a baix).